# Per Magnus Hebbe
Per Magnus Hebbe, född 19 november 1886 i Torshälla, död 21 juli 1942, var en svensk bibliotekarie.
Per Magnus Hebbe var son till godsägaren Christian Otto Wilhelm Hebbe och Maria Amalia Margareta Bergius. Efter studentexamen 1906 blev han officer vid positionsartilleriregementet 1908 och därefter affärsman i Ryssland och Manchuriet 1913–1917. Han studerade därefter vid Uppsala universitet med en fil. kand.-examen 1925. År 1927 blev han fil. lic. och amanuens på Uppsala universitetsbibliotek och 1932 disputerade han för filosofie doktorsgrad på en avhandling om svenskarna i Böhmen och Mähren. 
Han var bibliotekarie på Lantbrukshögskolan i Ultuna från 1932, senare överbibliotekarie.
Per Magnus Hebbe var gift med Brita Benedicks. Paret hade tre döttrar, bland dem fotografen Caroline Hebbe-Hammarskiöld (senare Palmstierna).